# Бечка уметност акције
Бечка уметност акције је врста акционе уметности у области савремене уметности која се базирала на психологији Зигмунда Фројда и Карла Јунга и која је настала шездесетих година 20. века као специјална форма уметности акције.
Ова уметност се оријентисала на побуне против друштвених табуа у оргијаистичним акцијама и учесници су прибегавали шокантним доживљавањима и акцији агресије у својим еротским хепенинзима, а наводно и у осликавању властитог тела, са осакаћивањем властитог тела које се завршевало дезинформацијом о самоубиству припадника ове групе Рудолфа Шварцкоглера и познате оргије-мистерије-позоришта. 

## Уметници чланови групе
- Рудолф Шварцкоглер
- Валие Експорт
- Адолф Фрохнер
- Курт Крен
- Герхард Рухм
- Алфонс Шилинг
- Петер Вајбел
- Освалд Вајнер
- Отмар Бауер